# National Basketball Association 1965-1966
La stagione della National Basketball Association 1965-1966 fu la 20ª edizione del campionato NBA. La stagione si concluse con la vittoria dei Boston Celtics, che sconfissero i Los Angeles Lakers per 4-3 nelle finali NBA.

## Squadre partecipanti
- Baltimore Bullets
- Boston Celtics
- Cincinnati Royals
- Detroit Pistons
- L.A. Lakers

- N.Y. Knicks
- Philadelphia 76ers
- S.F. Warriors
- St. Louis Hawks

## Classifica finale

### Eastern Division
| Squadra            | V  | P  | %    | GB |
| ------------------ | -- | -- | ---- | -- |
| Philadelphia 76ers | 55 | 25 | 68,8 | -  |
| Boston Celtics C   | 54 | 26 | 67,5 | 1  |
| Cincinnati Royals  | 45 | 35 | 56,3 | 10 |
| New York Knicks    | 30 | 50 | 37,5 | 25 |

### Western Division
| Squadra                | V  | P  | %    | GB |
| ---------------------- | -- | -- | ---- | -- |
| Los Angeles Lakers     | 45 | 35 | 56,3 | -  |
| Baltimore Bullets      | 38 | 42 | 47,5 | 7  |
| St. Louis Hawks        | 36 | 44 | 45,0 | 9  |
| San Francisco Warriors | 35 | 45 | 43,8 | 10 |
| Detroit Pistons        | 22 | 58 | 27,5 | 23 |

## Vincitore
| Campione NBA 1965-1966     |
| -------------------------- |
| Boston Celtics (9º titolo) |

## Statistiche
| Categoria | Giocatore        | Squadra            | Stat  |
| --------- | ---------------- | ------------------ | ----- |
| Punti     | Wilt Chamberlain | Philadelphia 76ers | 2.649 |
| Rimbalzi  | Wilt Chamberlain | Philadelphia 76ers | 1.943 |
| Assist    | Oscar Robertson  | Cincinnati Royals  | 847   |
| FG%       | Wilt Chamberlain | Philadelphia 76ers | 54,0  |
| FT%       | Larry Siegfried  | Boston Celtics     | 88,1  |

## Premi NBA
- NBA Most Valuable Player Award: Wilt Chamberlain, Philadelphia 76ers
- NBA Rookie of the Year Award: Rick Barry, San Francisco Warriors
- NBA Coach of the Year Award: Dolph Schayes, Philadelphia 76ers
- All-NBA First Team:
  - Rick Barry, San Francisco Warriors
  - Jerry Lucas, Cincinnati Royals
  - Wilt Chamberlain, Philadelphia 76ers
  - Oscar Robertson, Cincinnati Royals
  - Jerry West, Los Angeles Lakers
- All-NBA Second Team:
  - John Havlicek, Boston Celtics
  - Gus Johnson, Baltimore Bullets
  - Bill Russell, Boston Celtics
  - Sam Jones, Boston Celtics
  - Hal Greer, Philadelphia 76ers
- All-Rookie Team:
  - Tom Van Arsdale, Detroit Pistons
  - Rick Barry, San Francisco Warriors
  - Dick Van Arsdale, New York Knicks
  - Billy Cunningham, Philadelphia 76ers
  - Fred Hetzel, San Francisco Warriors